# FCミュルーズ
フットボール・クルブ・ドゥ・ミュルーズ（Football Club de Mulhouse (発音: [myluz])）は、フランス・ミュルーズに本拠地を置くサッカークラブチーム。
1893年、2人の英国人によりサッカーを伝えられたミュルーズの化学系の学校の生徒により創設された。当時、ミュルーズはドイツのアルザス＝ロレーヌ地域に属しており、チーム名はドイツ語であるFCミュールハウゼン (Fussball Club Mülhausen) であった。フランスにおけるサッカー単体のクラブチームの発足としては最も早いが、1872年にラグビーのクラブとして発足したル・アーヴルACの方が古いとされることがある。
この地域の領有権はドイツとフランスで争われていたため両国のリーグに所属したことがあるが、第二次世界大戦を経て最終的にフランスリーグに参加した。長い歴史の中で1部リーグ在籍は数えるほどしかなく、現在に至るまでタイトルの獲得はない。

## タイトル

### 国内タイトル
なし

### 国際タイトル
なし

## 過去の成績
- 2005-2006 フランスアマチュア選手権2部 2位
- 2006-2007 フランスアマチュア選手権 11位
- 2007-2008 フランスアマチュア選手権・グループB 13位
- 2008-2009 フランスアマチュア選手権・グループA 3位
- 2009-2010 フランスアマチュア選手権・グループA 12位
- 2010-2011 フランスアマチュア選手権・グループB 12位
- 2011-2012 フランスアマチュア選手権・グループB 8位
- 2012-2013 フランスアマチュア選手権・グループB 6位

## 歴代監督
- レイモン・ドメネク 1984-1988
- ベルナール・ジャンジニ 1992-1995
- Damien Ott 2004-2008
- Albert Falette 2008-2010
- Laurent Croci 2010-2013
- ガリブ・アムジネ 2013-2015

## 歴代所属選手
- リュシアン・ローラン 1934-1935
- レイモン・ドメネク 1985-1989
- アーセン・ベンゲル 1973-1975
- ダニエル・サンチェス 1982-1983
- ディディエ・シクス 1983-1984
- アベディ・ペレ 1987
- マンフレート・カルツ 1989-1990
- ガリブ・アムジネ 1994-1998, 2008-2010
- ボボ・バルデ 1997-1998